# Jozef Schils
Jozef „Jef“ Schils (* 4. September 1931 in Kersbeek-Miskom; † 3. März 2007 in Asse) war ein belgischer Radrennfahrer.
1952, im Alter von 21 Jahren, wurde Jozef Schils, der gerade erst Profi-Radrennfahrer geworden und noch bei der Armee war, Belgischer Meister im Straßenrennen. Er wurde für die Straßen-Weltmeisterschaften in Luxemburg im selben Jahr nominiert und belegte Platz zehn.
Schils fuhr als Profi bis 1965 und gewann in dieser Zeit rund 40 belgische Kriterien. 1953 war sein erfolgreichstes Jahr, in dem er Paris–Tours und den Nationalen Sluitingsprijs sowie den Grote Prijs Beeckman-De Caluwé gewann. 1955 gewann er bei Nokere Koerse. Dreimal gewann er den Grand Prix du Brabant wallon. Sein Beiname war der „kleine Coppi“, da Fausto Coppi sich lobend über ihn geäußert hatte. Angebote, nach Italien zu gehen, lehnte er jedoch ab. 1956 gewann er das Rennen Brüssel–Ingooigem. 1957 siegte er im Omloop der Vlaamse Gewesten. 1960 wechselte er jedoch zum französischen Team Mercier, das von Antonin Magne geleitet wurde und in dem Raymond Poulidor fuhr. Am Ende der Saison stürzte er schwer und 1961 erneut. 1960 und 1962 siegte er im Eintagesrennen Flèche Hesbignonne-Cras Avernas. 1965 beendete er seine Karriere.
Anschließend eröffnete Jozef Schils ein Café in Koekelberg, später eine Wäscherei sowie ein Fahrradgeschäft. Jozef Schils war der Vater des Rennfahrers Dominic Schils und der Großvater von Patrick Schils.